# Teologiska prenotioner och teologisk encyklopedi
Teologiska prenotioner och teologisk encyklopedi var förr ett ämne vid de svenska teologiska fakulteterna.
De religionshistoriska studierna har sitt ursprung i apologetiken, i vilken man studerade de främmande religionerna för att kunna försvara kristendomen. I Sverige går ämnet historia tillbaka till 1754, då den "kalsenianska professuren" inrättades vid Uppsala universitet. Till detta ämne, som kom att benämnas teologisk encyklopedi, knöts även teologiska prenotioner, vilket innefattade studiet av religionens filosofiska och psykologiska väsen. Ur ämnet teologiska prenotioner och teologisk encyklopedi har således de nuvarande ämnena religionshistoria, religionsfilosofi och religionspsykologi utvecklat sig.
Då Geo Widengren 1940 tillträdde professuren vid Uppsala universitet hade ämnesbeteckningen ändrats till religionshistoria med religionspsykologi.